# FAST-test
De FAST-test is een methode om te bepalen of iemand een beroerte heeft gehad ten gevolge van een trombose, wat ca. 41.000 per jaar voor komt in Nederland. Een snelle behandeling kan zeer ernstig letsel voorkomen, vandaar de actie van de Nederlandse Hartstichting om mensen te leren een beroerte te herkennen om zo zeer kostbare tijdverlies te voorkomen.
Fast staat voor: Face, Arm, Speech en Time en zou kunnen worden vertaald naar GAST: Gezicht, Arm, Spraak en Tijd.
Gezicht (Face)Vraag de persoon om te lachen of de tanden te laten zien. Let op of de mond scheef staat en een mondhoek naar beneden hangt.
Arm (Arm)Vraag de persoon om zijn ogen te sluiten en beide armen tegelijkertijd horizontaal naar voren te strekken en de binnenzijde van de handen naar boven te draaien. Let op of een arm wegzakt of rondzwalkt.
Zo twijfelachtig resultaat: laat de persoon de armen spreiden en dan snel, arm per arm, de neuspunt aanraken met de top van de wijsvinger.
Spraak (Speech)Vraag aan de persoon of aan de familieleden of er veranderingen zijn in het spreken (onduidelijk spreken of niet meer uit de woorden kunnen komen).
Zo twijfelachtig resultaat (de persoon zelf weet vaak van niets!), laat de persoon een tongue twister nazeggen genre "De koetsier poetst de postkoets."
Tijd (Time)Stel vast hoe laat de klachten bij de persoon zijn begonnen. Dit is van belang voor de behandeling. Bel direct de huisarts of beter nog 112.
Waarschuw zo mogelijk de spoeddienst van het ziekenhuis waarnaar je gaat vertrekken en vermeld duidelijk "stroke protocol".